# Риу-Реал
Риу-Реал (порт. Rio Real) — муниципалитет в Бразилии, входит в штат Баия. Составная часть мезорегиона Северо-восток штата Баия. Входит в экономико-статистический микрорегион Алагоиньяс. Население составляет 36 691 человек на 2006 год. Занимает площадь 676 км². Плотность населения — 54,3 чел./км².

## История
Город основан 30 марта 1938 года.

## Статистика
- Валовой внутренний продукт на 2003 год составляет 174 300 000,00 реалов (данные: Бразильский институт географии и статистики).
- Валовой внутренний продукт на душу населения на 2003 год составляет 4750,48 реалов (данные: Бразильский институт географии и статистики).
- Индекс развития человеческого потенциала на 2000 год составляет 0,661 (данные: Программа развития ООН).